# Wimbledon Championships 1956
Die 70. Auflage der Wimbledon Championships fand 1956 auf dem Gelände des All England Lawn Tennis and Croquet Club an der Church Road statt.

## Herreneinzel
Lew Hoad errang seinen ersten Einzeltitel in Wimbledon. Im Finale setzte er sich gegen seinen Landsmann Ken Rosewall in vier Sätzen durch.

## Dameneinzel
Im Finale besiegte Shirley Fry die Britin Angela Buxton und gewann so ihren einzigen Einzeltitel in Wimbledon.

## Herrendoppel
Im Herrendoppel siegten Lew Hoad und Ken Rosewall.

## Damendoppel
Angela Buxton und Althea Gibson gewannen den Titel im Damendoppel.

## Mixed
Im Mixed siegten Shirley Fry und Vic Seixas. Es war Seixas vierter Wimbledon-Titel im Mixed in Folge.

## Quelle
- J. Barrett: Wimbledon: The Official History of the Championships. HarperCollins Publishers, London 2001, ISBN 0-00-711707-8.